# L'assedio
L'assedio (Engels: Besieged) is een Italiaans-Britse dramafilm uit 1998 onder regie van Bernardo Bertolucci.

## Verhaal
De Britse componist Jason Kinsky woont in een oude villa in Rome. Hij is verliefd op zijn Afrikaanse werkster Shandurai. Als Kinsky haar op een dag zijn liefde verklaart, vraagt zij hem om haar man te bevrijden, een politiek gevangene in Afrika.

## Rolverdeling
| Acteur                      | Personage           |
| --------------------------- | ------------------- |
| Thandie Newton              | Shandurai           |
| David Thewlis               | Jason Kinsky        |
| Claudio Santamaria          | Agostino            |
| John C. Ojwang              | Zanger              |
| Massimo De Rossi            | Patiënt             |
| Cyril Nri                   | Priester            |
| Paul Osul                   | Pianokoper          |
| Veronica Lazar              | Pianokoopster       |
| Gian Franco Mazzoni         | Pianokoper          |
| Maria Mazetti Di Pietralata | Pianokoopster       |
| Andrea Quercia              | Pianiste            |
| Alexander Menis             | Kind op het concert |
| Natalia Mignosa             | Kind op het concert |
| Lorenzo Mollica             | Kind op het concert |
| Elena Perino                | Kind op het concert |